# Лина Данам
Лина Данам (енгл. Lena Dunham; Њујорк, 13. мај 1986) је америчка глумица, сценаристкиња, продуценткиња и редитељка.
Пажњу филмске јавности први пут је привукла филмом независне продукције Минијатурни намештај из 2010, који јој је донео награду Спирит за најбољи први сценарио. Данамова је потом креирала серију Девојке за телевизијску мрежу Ејч-Би-Оу у којој тумачи главну улогу и потписује сценарио и режију. Ова серија јој је донела бројне награде укључујући Златни глобус и Награду Удружења редитеља за најбољу режију хумористичке серије, чиме је постала прва жена у историји која је освојила ову награду. Серија Девојке такође јој је донела номинације за многе друге награде, укључујући осам Емија.